# Klaus Buhlmann
Klaus Buhlmann (* 1950; † 29. Januar 2006) war ein deutscher Journalist und Buchautor.

## Leben
Buhlmann begann im Alter von 20 Jahren, als freier Journalist für ein lokales Magazin im Rheinland zu schreiben. Er widmete sich später in einigen Büchern dem Motorsport. Unter anderem schrieb er das Buch „30 Jahre Rallyesport“ sowie zahlreiche weitere Motorsportbücher.
1994 gründete er eine Event-Agentur. Sein Unternehmen organisierte Großveranstaltungen wie die „Ferrari Racing Days“ mit Michael Schumacher sowie Sport-Fahrerlehrgänge zur Erlangung der Internationalen C-Lizenz des Deutschen Motorsport Verbandes. 
Zuletzt arbeitete Klaus Buhlmann an drei neuen Motorsport-Büchern, darunter die Fortsetzung des bei Rallye-Fans begehrten Klassikers: „40 Jahre Rallyesport“.